# Église Saint-Jacques de Delhi

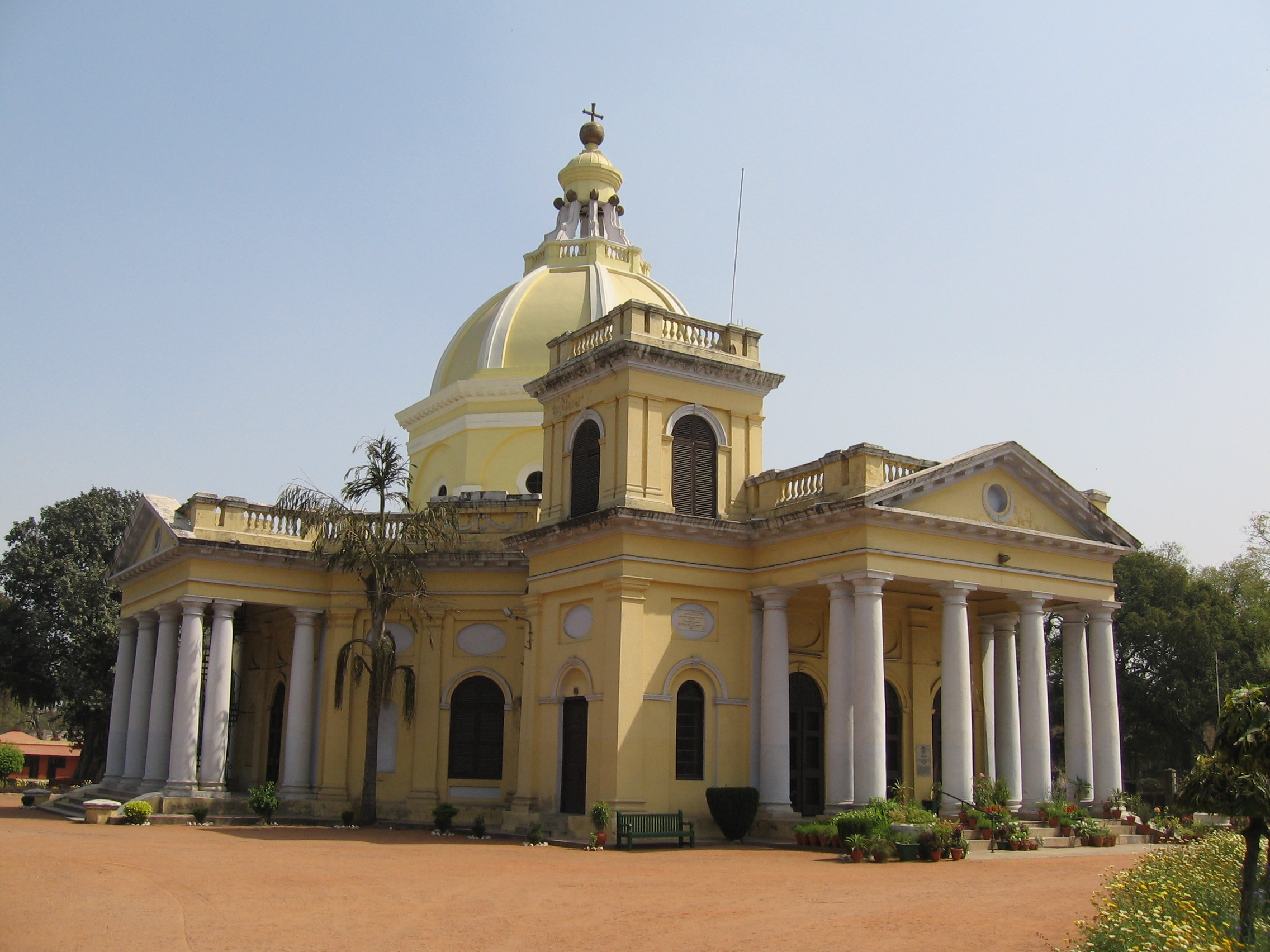
Église Saint-Jacques de Delhi

Pour les articles homonymes, voir Église Saint-Jacques.
L'église Saint-Jacques de Delhi (en anglais Saint-James Church), sise près de la porte du Cachemire, dans la vieille ville de Delhi (Inde), est la plus ancienne église en activité à Delhi. Construite de 1826 à 1836, elle est maintenant paroisse de l’église de l’Inde du Nord [CNI] (communion anglicane).

## Histoire
Deux églises arméniennes construites sous les règnes de Jahangir et Shah Jahan n’existent plus. Elles furent détruites lors de l’invasion de Nadir Shah en 1739.
L’église Saint Jacques est construite par le lieutenant colonel James Skinner en acquittement d’une promesse faite à Dieu lorsqu'il fut gravement blessé lors de la première guerre anglo-marathe, sur le champ de bataille de Uniara (en 1800). L’église est un projet personnel de Skinner. Il acquiert le terrain - près de la porte du Cachemire où il possède une résidence princière - choisit l’architecte (Robert Smith) et l’ingénieur, approuve les plans et en finance entièrement l’édification. Aussi est-elle également appelée l'église de Skinner. Commencée en 1826, l’église est achevée en 1836. Elle est solennellement consacrée le 21 novembre 1836 par Daniel Wilson, évêque anglican de Calcutta. En janvier 1842, un mois après sa mort à Hansi, la dépouille de James Skinner est déposée dans un caveau sous l’autel principal de ‘son’ église. 

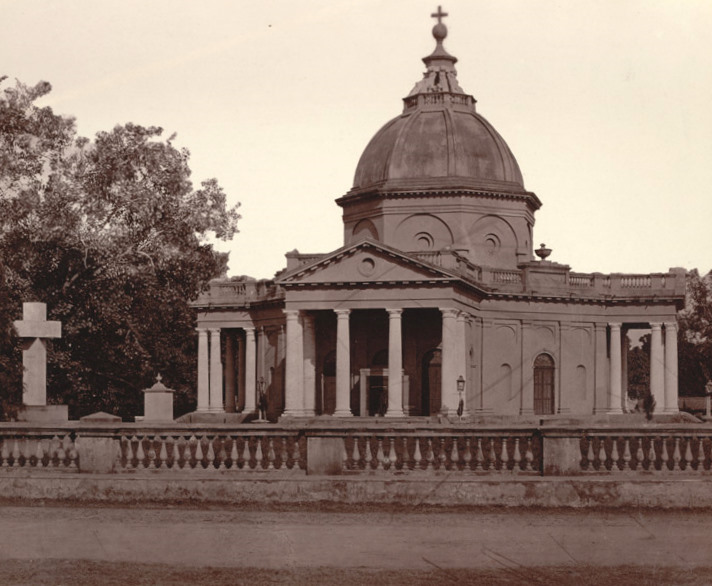
L'église telle qu'en 1862 (sans le clocher)

Fortement endommagée par les cipayes en révolte (1857), elle devient, de par sa situation au cœur du quartier anglais de Delhi, le sanctuaire-mémorial aux victimes anglaises de la révolte. Pendant près d’un siècle - jusqu’à ce que la cathédrale de la Rédemption soit construite près du palais du vice-roi (maintenant Rashtrapati Bhavan) - Saint-Jacques est l’église quasi officielle du gouvernement colonial. Les gouverneurs-généraux puis vice-rois y assistent aux offices. De structure cruciforme grecque, dont trois des bras se terminent identiquement en porches aux hautes colonnes, le bâtiment ressemble aux églises de la renaissance italienne, avec un centre octogonal surmonté d’une coupole à la florentine, elle-même dominée d’un globe crucifère entouré de colonnettes.  
Vers la fin du XIXe siècle, un nostalgique des églises campagnardes du Sussex anglais a cru bon flanquer le bâtiment d’un mini-clocher qui défigure l’édifice...

## Aujourd’hui
Même si l’église Saint-Jacques est aujourd’hui simplement paroisse du diocèse de Delhi de l’église de l’Inde du Nord, elle garde des liens forts avec les descendants de James Skinner et surtout avec le régiment (maintenant mécanisé) des ‘Skinner’s Horses’ de l’armée indienne, qui y a accumulé au fil des années tablettes et plaques rappelant ceux qui firent leur glorieuse histoire. 
Un enclos se trouvant au nord de l’église contient les tombes de plusieurs descendants de James Skinner. Des personnalités importantes de l’Inde coloniale anglaise du XIXe siècle tels William Frazer et Charles Metcalfe (1795-1823), y sont également enterrées.